# Ryszard Stasik
Ryszard Stasik (ur. 17 czerwca 1930, zm. 3 kwietnia 2009) – działacz i trener koszykarski Śląska Wrocław, pułkownik Wojska Polskiego.
Trenerem Śląska został w 1953 roku i po trzech latach awansować ze swoją drużyną do Ekstraklasy. Potem dwukrotnie poprowadził Śląsk do mistrzostwa Polski w 1965 i 1970 roku. Poza tym, Śląsk pod jego wodzą dwukrotnie zdobył tytuł wicemistrza (1963, 1964) i pięciokrotnie brązowy medal (1960, 1966, 1967, 1969, 1971) mistrzostw Polski. W 1960 został wybrany trenerem roku na Dolnym Śląsku w Plebiscycie „Słowa Polskiego”.
Po sukcesach trenerskich Stasik został sekretarzem generalnym całego klubu. Funkcję tę piastował w latach 1972-1991. W 1977 roku poprowadził klub ku największemu sukcesowi w historii – mistrzostwo Polski zdobyli piłkarze nożni, ręczni oraz koszykarze.
Po długiej chorobie zmarł 3 kwietnia 2009 roku. Pochowany na Cmentarzu Grabiszyńskim we Wrocławiu.

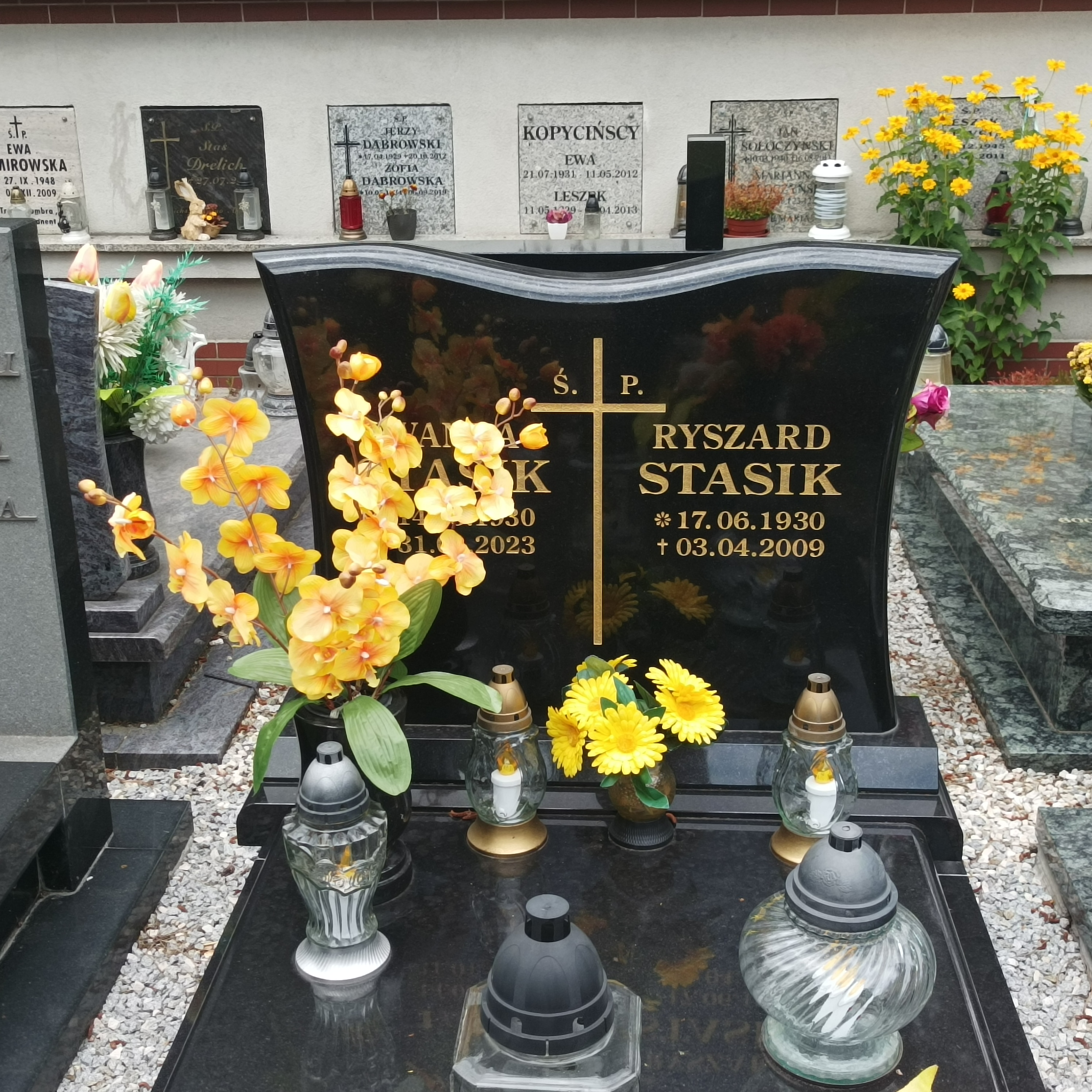
Grób Ryszarda Stasika na Cmentarzu Grabiszyńskim